# 야쿤 카야 토스트
야쿤 카야 토스트(영어: Ya Kun Kaya Toast, 중국어 간체자: 亚坤加椰面包, 정체자: 亞坤加椰麵包, 병음: Yà Kūn Jiā Yē Miànbāo)는 싱가포르의 음식점 체인이다. 토스트 제품 (특히 카야 토스트), 반숙 계란, 커피를 판매하는 복고풍 분위기의 카페다. 1944년 로이 아쿤이 설립한 야쿤 카야 토스트는 수십 년 동안 가족이 운영하는 작은 노점이었지만 1999년 로이의 막내 아들이 사업을 이끈 이후 빠르게 확장되었다. 이 체인은 14개국에 걸쳐 대부분 프랜차이즈로 운영되는 50개 이상의 매장을 보유하고 있으며 전통적인 브랜드 정체성과 보수적이고 사람 중심의 기업 문화로 유명한 싱가포르의 문화적 상징이다.